# Foro de Gobierno Abierto del Gobierno de España
El Foro de Gobierno Abierto de España es un espacio de colaboración, diálogo y consulta entre los diferentes niveles de la Administración Pública (estatal, autonómica y local) y la sociedad civil. Se creó como parte del tercer plan de acción de Gobierno abierto en 2017 ante la Alianza para el Gobierno Abierto. Su objetivo es impulsar la colaboración, la transparencia, la participación y la rendición de cuentas. En él participan, con igual número de representantes, las Administraciones públicas y la sociedad civil.

## Creación
La creación del foro se publicó el 20 de febrero de 2018 en el Boletín Oficial del Estado  con la finalidad de institucionalizar la colaboración y fortalecer el debate permanente entre las Administraciones Públicas y la sociedad civil.
La estructura orgánica básica del Ministerio de Política Territorial y Función Pública, establece que la persona titular de la Secretaría General de Función Pública será quién presidirá el Foro de Gobierno Abierto.
El Tercer Plan de Acción de Gobierno Abierto de España fue presentado en junio de 2017 ante la Alianza de Gobierno Abierto (Open Government Partnership) con 20 compromisos desarrollados de acuerdo con 5 ejes principales: Colaboración, Participación, Transparencia, Rendición de Cuentas y Formación.
El Foro tiene una composición paritaria que reúne a las Administraciones Públicas y a la sociedad civil. Permite canalizar y promover propuestas de gobierno abierto, debatir sobre el desarrollo de los Planes de Acción de Gobierno Abierto e intercambiar buenas prácticas.

## Composición
El Foro está integrado por Presidente, Vicepresidente primero, Vicepresidente segundo y 64 vocales: 32 en representación de las Administraciones Públicas y 32 en representación de la sociedad civil.
La Presidencia del Foro corresponde a la persona titular de la Secretaría de Estado de Función Pública.
Los miembros del Foro en representación de las Administraciones Públicas son: 
a) La Vicepresidencia Primera del Foro corresponde a la persona titular de la Dirección General de Gobernanza Pública.
b) Ocho vocales en representación de la Administración General del Estado designados por la persona titular de la Secretaría de Estado de Función Pública.
c) Un vocal por cada una de las 17 comunidades autónomas y un vocal por cada una de las ciudades autónomas de Ceuta y de Melilla, que están representadas en la Comisión Sectorial de Gobierno Abierto.
e) Cuatro vocales, designados por la Federación Española de Municipios y Provincias (FEMP) en representación de las Entidades de la Administración Local.
Los miembros del Foro en representación de la sociedad civil son miembros representantes de la Real Academia de las Ciencias Morales y Políticas; el Centro de Estudios Políticos y Constitucionales; el Consejo de Consumidores y Usuarios de España y representantes de Asociaciones, Fundaciones sin ánimo de lucro y Entidades del Tercer Sector propuestos por la Plataforma del Tercer Sector.
La Vicepresidencia Segunda del Foro le corresponde a uno de los vocales designados en representación de la sociedad civil.

## Funciones
Las funciones principales del Foro de Gobierno Abierto son debatir y formular recomendaciones sobre las iniciativas relacionadas con los Planes de Acción de Gobierno Abierto que España presenta ante la Alianza para el  Gobierno Abierto. Asimismo, fortalecer el diálogo con la sociedad civil en el desarrollo de iniciativas relacionadas con gobierno abierto y difundir las iniciativas de gobierno abierto que afecten a las instituciones representadas.